# Sapore I
Sapore I (in persiano شاپور اول, Šāpūr, traslitterato anche come Shāhpur o Šābuhr - dall'antico-persiano xšayaθiya puθra ("figlio di re") -; Firuzabad, 215 circa – Bishapur, maggio 270) è stato re sasanide di Persia dal 12 aprile 241 fino alla morte.
Conseguì diverse vittorie contro eserciti dell'Impero romano, avendo tra l'altro modo di catturare l'imperatrore Valeriano.

## Biografia

### Ascesa al trono

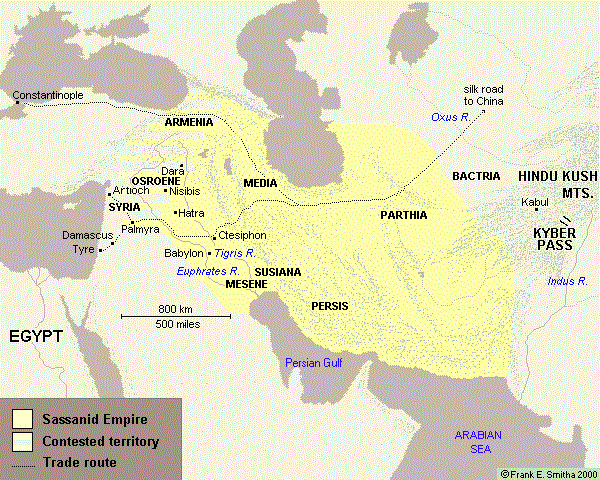
La Persia sasanide sotto Sapore I (massima espansione)

Figlio di Ardashir I e di una delle mogli reali, partecipò con il padre alla campagna contro gli Arsacidi, che permise ai Sasanidi di impossessarsi della Persia. Venne nominato successore dal padre di fronte ad un'assemblea di notabili, e compare nel bassorilievo dell'incoronazione di Ardashir a Naqš-e Rajab.
In seguito fu Ardashir stesso a incoronare Sapore re (12 aprile 241): un rilievo a Naqš-e Rajab raffigura Sapore che riceve il diadema regale stando a cavallo. Padre e figlio governarono insieme per un anno, prima che Ardashir si ritirasse a vita privata. Le monete di Ardashir di questo periodo continuano a mostrare la consueta raffigurazione di un elaborato altare del fuoco con la legenda "Fuoco di Ardaxštar", ma lo rappresentano insieme ad un giovane principe, Sapore, identificato anche dalla legenda "Divino Sapore Re dell'Iran, il cui seme viene dagli dei". Altre testimonianze del regno congiunto sono un rilievo a Salmâs in Atropatekan (moderno Azerbaigian) che mostra due cavalieri che indossano la corona di Ardashir, e il rilievo a Dârâbgerd che rappresenta il re vittorioso sui Romani, che indossa la corona del padre.

### Campagne contro i Romani

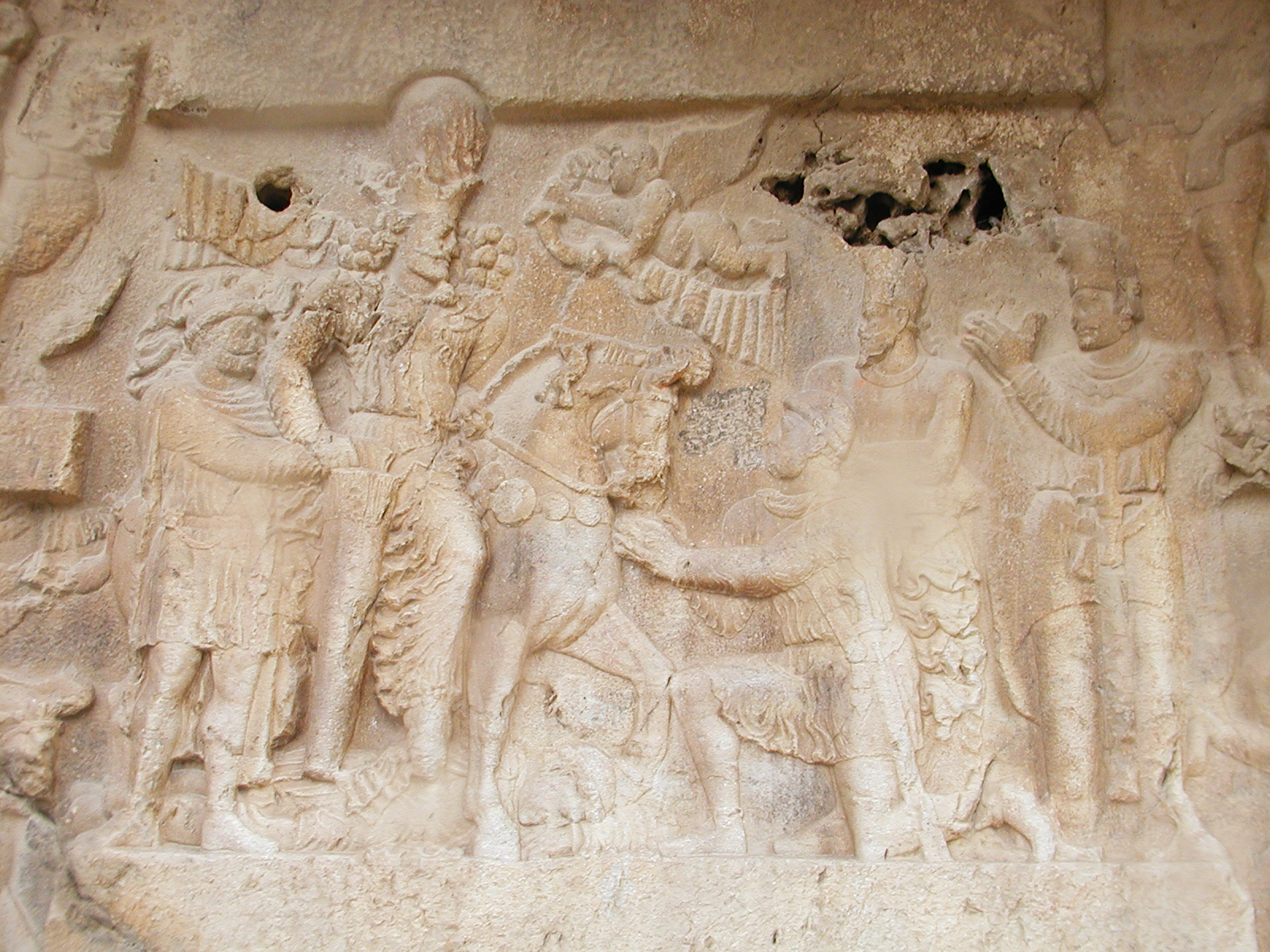
Sapore a cavallo sul corpo di Gordiano III riceve l'omaggio di Filippo l'Arabo. Rilievo a Bishapur.

Sapore continuò la campagna contro l'Impero romano iniziata dal padre, conquistando le fortezze frontaliere Nisibis e Carrhae, attraversando la Mesopotamia e avanzando in Siria. Qui fu fermato e sconfitto dal prefetto del pretorio Timesiteo, suocero dell'imperatore Gordiano III, nella Battaglia di Resaena (243); ma, dopo che Timesiteo morì e il nuovo prefetto Filippo l'Arabo assassinò Gordiano, Sapore riuscì a concludere una pace molto vantaggiosa per i Persiani (244) con il nuovo imperatore, Filippo.
In seguito alle invasioni dei Goti e al periodo di instabilità che colpì l'Impero romano dopo la morte dell'imperatore Decio (251), Sapore riprese le ostilità, conquistò l'Armenia, invase la Siria e saccheggiò Antiochia. Alla fine, l'imperatore Valeriano marciò incontro a Sapore, che però lo catturò ad Edessa, arrestandolo quando aveva raggiunto il sovrano sasanide per parlamentare (260). Cogliendo l'occasione e attaccando un Impero romano agitato da rivolte, entrò in Asia Minore, dove però fu fermato dal prefetto del pretorio Ballista; intanto alle spalle dell'esercito sasanide comparve Settimio Odenato, governatore di Palmira, che sconfisse Sapore, recuperando Carrhae e Nisibis (odierne Haran e Nusaybin, nella Turchia sudorientale), catturò l'harem reale e investì due volte (263 e 265) la capitale sasanide, Ctesifonte in Khvarvaran (moderno Iraq). Incapace di riassumere l'iniziativa, Sapore perse anche l'Armenia.
Secondo una tradizione persiana, conquistò la grande fortezza di Hatra nel deserto mesopotamico.

#### Cattura di Valeriano

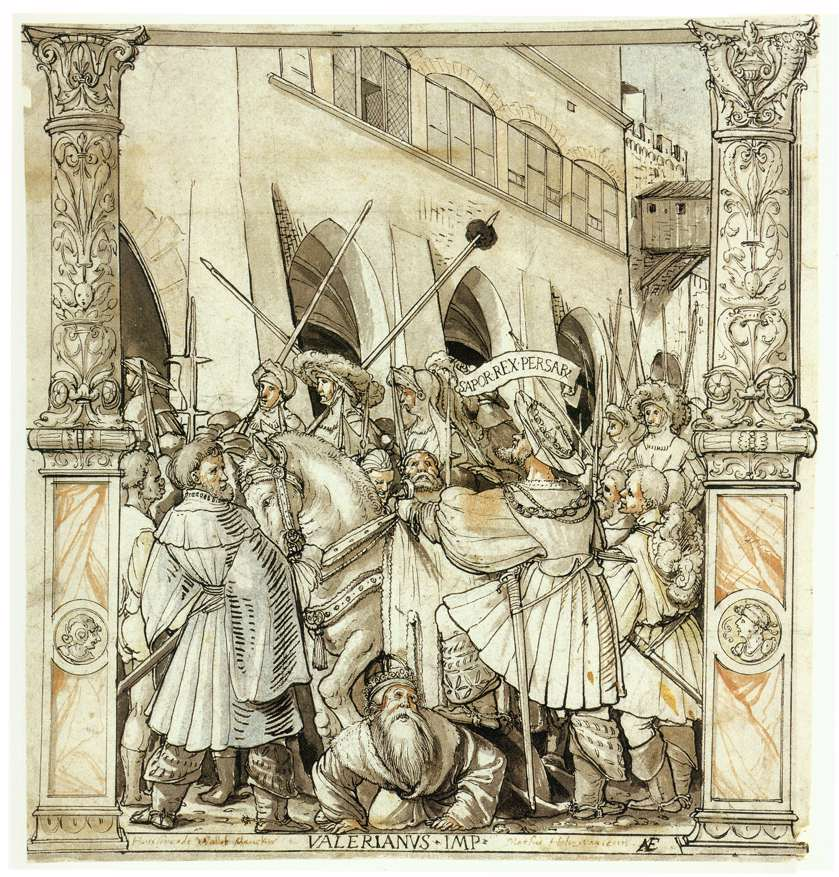
Umiliazione di Valeriano, Hans Holbein il Giovane, 1521.

L'evento più famoso del regno di Sapore fu la cattura dell'imperatore romano Valeriano nel 260. Controverso è il destino dell'imperatore dopo la cattura.
La versione di Lattanzio è che Valeriano fu prima umiliato da Sapore, che lo usò come uno sgabello per montare a cavallo, e poi dopo la morte venne scuoiato e la sua pelle, riempita di scarti, dipinta di rosso usata come trofeo.
Sapore fece scolpire il proprio trionfo su Valeriano nei rilievi a Istakhr (vicino Persepoli), sotto le tombe achemenidi a Naqsh-e Rustam, e poi una seconda volta presso le rovine di Darabjird (Bishapur): la scena rappresentata mostra Sapore a cavallo che afferra per le braccia un prigioniero e riceve l'omaggio di un uomo inginocchiato vestito alla romana. Due le possibili interpretazioni: o l'uomo inginocchiato è Valeriano, oppure l'imperatore prigioniero è raffigurato mentre viene afferrato da Sapore, e l'uomo inginocchiato è Filippo l'Arabo.
Alcune fonti riferiscono più realisticamente che i soldati romani fatti prigionieri vennero mandati, insieme a Valeriano, a Bishapur e Shushtar, dove vennero impiegati come forza lavoro nella costruzione di alcune opere, tra cui un ponte.

### Tentativo di alleanza con Zenobia di Palmira
Mentre il Regno di Palmira veniva occupato dai soldati romani di Aureliano e la stessa capitale era posta sotto assedio, nonostante i soldati del generale Zabdas continuassero a resistere ai tentativi di espugnazione romana, il consiglio cittadino di Palmira pensò di inviare la stessa regina, Zenobia, che già aveva avuto contatti diplomatici con Sapore, in cerca del potente alleato persiano, per combattere insieme i Romani.
| « Aureliano adirato per la fuga di Zenobia, senza cedere, con l'energia che era sua propria, manda subito all'inseguimento alcuni cavalieri. Questi raggiunsero la regina quando ormai stava per attraversare l'Eufrate, la fecero scendere dalla nave e la portano da Aureliano, il quale appena la vide di fronte senza aspettarselo, fu molto felice, ma essendo ambizioso per natura, si irritò al pensiero che la cattura di una donna non gli avrebbe dato gloria presso i posteri. » |

Tuttavia la cattura della regina Zenobia, a un passo dal confine con il Regno sassanide, rese vana ogni speranza di sopravvivenza del Regno di Palmira, che si arrese così ad Aureliano nel 272.

## Costruttore di città

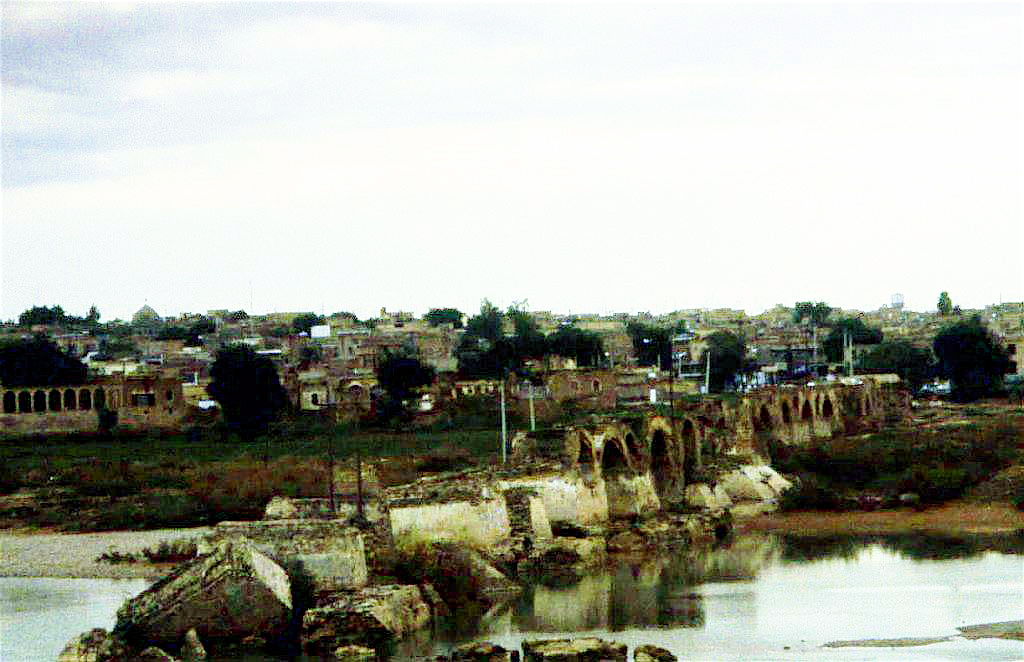
Resti del ponte "romano" di Shushtar

Sapore costruì la grande città di Gundishapur, nei pressi dell'antica capitale achemenide di Susa. Provvide anche a rendere più fertile la regione, facendo costruire dai prigionieri romani una diga sul fiume Karun nei pressi di Shushtar, quella che ancora oggi è ricordata come Band-e Kaisar ("il molo di Cesare").
I soldati di Valeriano costruirono per lui anche la città di Bishapur.

## Religioni
Fu durante il regno di Sapore che il profeta Mani, fondatore del Manicheismo, iniziò la sua predicazione in Persia; Sapore stesso pare l'abbia sostenuta.
Shmuel, il più famoso degli Amoraim di "Bavel" (Babilonia), viene talvolta chiamato Shvor Malka, che è la forma in aramaico del nome di Sapore (Shapur). Le relazioni tra Sapore e la comunità giudaica furono buone, con sensibili vantaggi per gli Ebrei.